# Michael Schaefer (Produzent)
Michael Schaefer (* 1975/1976) ist ein deutscher Filmproduzent.
Michael Schaefer ist der Sohn einer Filmproduzentin und eines Regisseurs und wuchs in Dortmund auf. Er besuchte die Schule Schloss Salem. Nach dem Abitur studierte er Betriebswirtschaftslehre in Köln und Halifax, Kanada. Dort produzierte er seinen ersten Kurzfilm. Er absolvierte den Studiengang Produktion an der Filmakademie Baden-Württemberg. 2004 kam er zwecks eines Praktikums nach London und stieg dort zum Assistenten der Geschäftsleitung auf. 2005 ging er in die Vereinigten Staaten und stieg bei Summit Entertainment in Kalifornien ein.
2012 wechselte er zu Ridley Scotts Filmfirma Scott Free Productions. 2016 war er als Produzent des Films Der Marsianer – Rettet Mark Watney für den Oscar für den besten Film nominiert.
Von 2016 bis 2023 war er Präsident für Film und Fernsehen bei der Filmgesellschaft New Regency.

## Filmografie (Auswahl)
- 2001: Nichts bereuen
- 2013: Die Unfassbaren – Now You See Me (Now You See Me)
- 2013: The Counselor
- 2014: Exodus: Götter und Könige (Exodus: Gods and Kings)
- 2015: Kind 44 (Child 44)
- 2015: Equals – Euch gehört die Zukunft (Equals)
- 2015: Der Marsianer – Rettet Mark Watney (The Martian)
- 2015: Erschütternde Wahrheit (Concussion)
- 2016: Das Morgan Projekt (Morgan)
- 2017: Newness
- 2017: Alien: Covenant
- 2017: Mord im Orient Express (Murder on the Orient Express)
- 2024: Blitz